# Villadoro
Villadoro (Passariḍḍu in siciliano) è una frazione del comune di Nicosia, in provincia di Enna, da cui dista circa 17 km; è sita a 796 metri s.l.m..
La popolazione è prevalentemente dedita all'agricoltura (grano), all'allevamento, alla produzione di formaggi in particolare ricotta. L'abitato è collocato nell'area centrale della Sicilia, in area montana nei pressi della Riserva orientata Monte Altesina, poco distante da Gangi. Il territorio è prevalentemente occupato da seminativi e pascoli, con coperture forestali sui rilievi.
Il centro, che costituiva circoscrizione di decentramento del Comune di Nicosia fino alla soppressione di tali organismi, ospita sezioni di scuola dell'infanzia, primaria e secondaria di primo grado ed una stazione dei Carabinieri.

## Storia
L'insediamento è sorto nel XVII secolo come feudo rurale col nome di Passarello, venendo definitivamente aggregato a Nicosia nel 1812, a seguito dell'abolizione della feudalità in Sicilia.